# أرجنتينا برونيتي
أرجنتينا برونيتي (بالإسبانية: Argentina Brunetti) ممثلة أمريكية قديمة اشتهرت من خلال فيلم الحياة جميلة مع جيمس ستيوارت وقد تحولت للصحافة السينمائية بعد ذلك وتوفيت في 20 ديسمبر 2005.

## روابط خارجية
- أرجنتينا برونيتي على موقع IMDb (الإنجليزية)
- أرجنتينا برونيتي على موقع ألو سيني (الفرنسية)
- أرجنتينا برونيتي على موقع أول موفي (الإنجليزية)
- أرجنتينا برونيتي على موقع قاعدة بيانات الأفلام السويدية (السويدية)
- أرجنتينا برونيتي على موقع قاعدة بيانات الفيلم (الإنجليزية)
- أرجنتينا برونيتي على موقع كينوبويسك (الروسية)